# Queloniídeos
Queloniídeos (Cheloniidae) é uma família de tartarugas marinhas tipicamente grandes que são caracterizadas por seus traços comuns, como por exemplo, ter uma concha arredondada, larga e plana, assim como nadadeiras em seus membros anteriores. As seis espécies que compõem essa família são: a tartaruga-verde, tartaruga-comum, tartaruga-oliva, tartaruga-de-pente, tartaruga-marinha-australiana e a Tartaruga-de-kemp.